# Demonax tsitoensis
Demonax tsitoensis là một loài bọ cánh cứng trong họ Cerambycidae.